# انریکو برینیولا
انریکو برینیولا (ایتالیایی: Enrico Brignola؛ زادهٔ ۸ ژوئیهٔ ۱۹۹۹) بازیکن فوتبال اهل ایتالیا است که در پست هافبک برای باشگاه فوتبال ساسوئولو بازی می‌کند.

## باشگاهی
از باشگاه‌هایی که در آن بازی کرده‌است می‌توان به باشگاه فوتبال آ.اس. رم اشاره کرد.

## تیم ملی
وی همچنین در تیم‌های ملی فوتبال زیر ۱۹ سال ایتالیا و زیر ۲۱ سال ایتالیا بازی کرده‌است.